# Fraser Waters
Fraser Henry Hamilton Waters (Città del Capo, 31 marzo 1976) è un ex rugbista a 15 sudafricano, internazionale per l'Inghilterra, il cui ruolo era di tre quarti centro.

## Biografia
Sudafricano, giunse in Inghilterra per compiere gli studi all'Università di Bristol.
Ingaggiato dal Bath, con tale squadra vinse il titolo inglese del 1996, poi passò al Bristol.
Nel 1998 ai London Wasps, in dieci anni trascorsi in tale club vinse quattro campionati d'Inghilterra, due coppe Anglo-Gallesi, due Heineken Cup e una Challenge Cup e, divenuto idoneo a giocare per la Nazionale inglese, scese in campo con la maglia dei Bianchi per la prima volta nel 2001 durante un tour estivo, a San Francisco contro gli Stati Uniti; furono 3 in totale le apparizioni internazionali di Waters per l'Inghilterra.
Ancora nel 2006 Waters rinnovò il suo impegno con gli Wasps per un ulteriore biennio, terminato il quale, con la conquista dell'ennesimo titolo per gli Wasps e quarto personale per il giocatore, accettò l'offerta d'ingaggio in Italia del Benetton Treviso per le successive due stagioni; in Veneto Fraser vinse due edizioni consecutive di campionato, nel 2009 e nel 2010, anno del suo ritiro.
Waters vanta anche tre inviti nei Barbarians tra il 1996 e il 2006.

## Palmarès
- Premiership: 5
Bath: 1995-96
London Wasps: 2002-03, 2003-04, 2004-05, 2007-08
- Campionati italiani: 2
Benetton Treviso: 2008-09, 2009-10
- Coppe Anglo-Gallesi: 2
London Wasps: 1998-99, 1999-2000
- Heineken Cup: 2
London Wasps: 2003-04; 2006-07
- Challenge Cup: 1
London Wasps: 2002-03